# Ela de Salisbury
Ela de Salisbury, tercera condesa de Salisbury (1187-24 de agosto de 1261) fue condesa de Salisbury suo jure y rica heredera, que heredó el título en 1196 a la muerte de su padre, Guillermo de Salisbury. Su esposo Guillermo Longespée, un medio hermano ilegítimo de los reyes Ricardo I de Inglaterra y Juan I de Inglaterra asumió el título de tercer conde de Salisbury por derecho de su matrimonio con Ela, que tuvo lugar en 1196 cuando ella tenía nueve años de edad.
Ela desempeñó el cargo de Alto Sheriff de Wiltshire durante dos años después de la muerte de Guillermo, luego se convirtió en una monja, y con el tiempo fue abadesa de abadía de Lacock en Lacock, Wiltshire, que ella había fundado en 1229.

## Familia
Nació en Amesbury, Wiltshire en 1187, hija única y heredera de Guillermo de Salisbury, Sheriff de Wiltshire y Eléonore de Vitré (h. 1164-1232/1233). En 1196, ella sucedió a su padre como tercera condesa de Salisbury, suo jure. Hay una historia de que inmediatamente después de la muerte de su padre ella fue apresada en un castillo en Normandía por uno de sus tíos paternos que deseaban obtener su título y la enorme riqueza para él mismo. Según la leyenda, Ela fue finalmente rescatada por Guillermo Talbot, un caballero que había ido a Francia donde cantó baladas bajo las ventanas de todos los castillos de Normandía hasta que recibió una respuesta de Ela.
En 1198, la madre de Ela se casó con su cuarto marido, Gilberto de Malesmains.

## Matrimonio y descendencia
En 1196, el mismo año en que se convirtió en condesa y heredó el enorme patrimonio de su padre, Ela se casó con Guillermo Longespée hijo ilegítimo del rey Enrique II de Inglaterra y de la amante real Ida de Tosny, más tarde esposa de Roger Bigod, II conde de Norfolk. Longespee se convirtió en tercer conde de Salisbury a través del derecho de su esposa. El Continuator de Florencia documentó que su matrimonio había sido arreglado por el rey Ricardo I de Inglaterra, quien era medio hermano legítimo de Guillermo.
Guillermo y Ela tuvieron al menos ocho o posiblemente nueve hijos:
- Guillermo II Longespée, conde titular de Salisbury (h. 1209-7 de febrero de 1250), se casó en 1216 con Idoine de Camville, hija de Ricardo de Camville y Eustache Basset, de quien tuvo cuatro hijos. Guillermo murió en la cruzada, en la batalla de El Mansurá.
- Ricardo Longespée, canónigo de Salisbury.
- Esteban Longespée, senescal de Gascuña y Justiciar de Irlanda (1216-1260), que se casó con su segunda esposa Emmeline de Ridelsford en torno a 1243/1244 , hija de Walter de Ridelsford y Annora Vitré. Tendría dos hijas con Emmeline: Ela, esposa de Sir Roger La Zouche, y Emmeline (1252-1291), que se casaría con Maurice FitzGerald, III lord de Offaly.
- Nicolás Longespée, obispo de Salisbury (m. 28 de mayo de 1297)
- Isabela Longespée (m. antes de 1244), se casó poco después de 16 de mayo de 1226, con Guillermo de Vescy, señor de Alnwick, de quien tuvo descendencia.
- Petronila Longespée, murió soltera.
- Ela Longespée, que se casó primero con Tomás de Beaumont, sexto conde de Warwick, y luego se casó con Felipe Basset. No tuvo descendencia.[4]
- Ida Longespée, se casó primero con Ralph que era hijo de Ralph de Somery, barón de Dudley, y Margaret, hija de John Marshal;[4] ella se casó por segunda vez con Guillermo de Beauchamp, barón de Bedford, de quien tuvo seis hijos, incluyendo a Maud de Beauchamp, esposa de Roger de Mowbray.[5]
- Ida II de Longespée (alternativamente se la incluye como hija de Guillermo y nieta de Ela: véase las notas más abajo), se casó con Sir Walter FitzRobert, hijo de Robert Fitzwalter, de quien tuvo descendencia incluyendo a Ela FitzWalter, esposa de William de Odyngsells. Los nietos de Ela y Guillermo incluyen a Guillermo de Clinton y Juan de Grey.[4]
- Mary Longespée, casada. Sin descendencia.[4]
- Pernel Longespée.

## Vida posterior
En 1225, el esposo de Ela, Guillermo, naufragó frente a la costa de Bretaña, al regreso de Gascuña. Pasó meses recuperándose en un monasterio en la isla de Ré en Francia. Murió en el castillo de Salisbury el 7 de marzo de 1226 justo varios días después de llegar a Inglaterra. Ela desempeñó el cargo de Sheriff de Wiltshire durante dos años después de la muerte de su esposo.
Tres años después en 1229, fundó la abadía de Lacock en Lacock, Wiltshire, como convento de monjas agustinas. En 1238, entró en la abadía como monja;  se convirtió en abadesa de Lacock en 1240, y desempeñó el cargo hasta 1257. El Libro de Lacock documenta que Ela fundó los monasterios de Lacock y Henton. Durante el desempeño del cargo como abadesa, Ela obtuvo muchos derechos para la abadía y el pueblo de Lacock.
Ela, condesa de Salisbury, murió el 24 de agosto de 1261 y fue enterrada en la abadía de Lacock. La inscripción en su tumba, originalmente escrita en latín, dice así:

Aquí yacen enterrados los huesos de la venerable Ela, que dio esta santa casa como hogar para las monjas. También vivió aquí como santa abadesa y condesa de Salisbury, llena de buenas obras

Sus numerosos descendientes incluyen los reyes Eduardo IV y Ricardo III, María Estuardo, Robert Devereux, II conde de Essex, Sir Winston Churchill, Diana de Gales, los duques de Norfolk, y las reinas inglesas consortes del rey Enrique VIII; Ana Bolena, Juana Seymour, Catalina Howard, y Catalina Parr.
Ela ha sido descrita como "una de las dos figuras descollantes de mediados del siglo XIII", siendo la otra Margaret de Quincy, condesa de Lincoln.
| Predecesor: Guillermo de Salisbury | Condesa de Salisbury de 1196-1226 junto con su esposo Guillermo Longespée | Sucesor: Margarita Longespée, Condesa de Salisbury por derecho propio |

## Ascendencia
|  |                                                 |  |  |  |  |  |  |  |  |  |  |  |  |  |  |  |
|  | Eduardo de Salisbury                            |  |  |  |  |  |  |  |  |  |  |  |  |  |  |  |
|  |                                                 |  |  |  |  |  |  |  |  |  |  |  |  |  |  |  |
|  |                                                 |  |  |  |  |  |  |  |  |  |  |  |  |  |  |  |
|  | Walter de Salisbury                             |  |  |  |  |  |  |  |  |  |  |  |  |  |  |  |
|  |                                                 |  |  |  |  |  |  |  |  |  |  |  |  |  |  |  |
|  |                                                 |  |  |  |  |  |  |  |  |  |  |  |  |  |  |  |
|  | Patrick de Salisbury, primer conde de Salisbury |  |  |  |  |  |  |  |  |  |  |  |  |  |  |  |
|  |                                                 |  |  |  |  |  |  |  |  |  |  |  |  |  |  |  |
|  |                                                 |  |  |  |  |  |  |  |  |  |  |  |  |  |  |  |
|  | Patrick II de Chaworth                          |  |  |  |  |  |  |  |  |  |  |  |  |  |  |  |
|  |                                                 |  |  |  |  |  |  |  |  |  |  |  |  |  |  |  |
|  |                                                 |  |  |  |  |  |  |  |  |  |  |  |  |  |  |  |
|  | Sibilla de Chaworth                             |  |  |  |  |  |  |  |  |  |  |  |  |  |  |  |
|  |                                                 |  |  |  |  |  |  |  |  |  |  |  |  |  |  |  |
|  |                                                 |  |  |  |  |  |  |  |  |  |  |  |  |  |  |  |
|  | Matilde de Hesdin                               |  |  |  |  |  |  |  |  |  |  |  |  |  |  |  |
|  |                                                 |  |  |  |  |  |  |  |  |  |  |  |  |  |  |  |
|  |                                                 |  |  |  |  |  |  |  |  |  |  |  |  |  |  |  |
|  | Guillermo de Salisbury                          |  |  |  |  |  |  |  |  |  |  |  |  |  |  |  |
|  |                                                 |  |  |  |  |  |  |  |  |  |  |  |  |  |  |  |
|  |                                                 |  |  |  |  |  |  |  |  |  |  |  |  |  |  |  |
|  | Roberto II de Belleme                           |  |  |  |  |  |  |  |  |  |  |  |  |  |  |  |
|  |                                                 |  |  |  |  |  |  |  |  |  |  |  |  |  |  |  |
|  |                                                 |  |  |  |  |  |  |  |  |  |  |  |  |  |  |  |
|  | Guillermo III, conde de Ponthieu                |  |  |  |  |  |  |  |  |  |  |  |  |  |  |  |
|  |                                                 |  |  |  |  |  |  |  |  |  |  |  |  |  |  |  |
|  |                                                 |  |  |  |  |  |  |  |  |  |  |  |  |  |  |  |
|  | Agnes de Ponthieu                               |  |  |  |  |  |  |  |  |  |  |  |  |  |  |  |
|  |                                                 |  |  |  |  |  |  |  |  |  |  |  |  |  |  |  |
|  |                                                 |  |  |  |  |  |  |  |  |  |  |  |  |  |  |  |
|  | Ela Talvas                                      |  |  |  |  |  |  |  |  |  |  |  |  |  |  |  |
|  |                                                 |  |  |  |  |  |  |  |  |  |  |  |  |  |  |  |
|  |                                                 |  |  |  |  |  |  |  |  |  |  |  |  |  |  |  |
|  | Eudes I de Borgoña                              |  |  |  |  |  |  |  |  |  |  |  |  |  |  |  |
|  |                                                 |  |  |  |  |  |  |  |  |  |  |  |  |  |  |  |
|  |                                                 |  |  |  |  |  |  |  |  |  |  |  |  |  |  |  |
|  | Elena de Borgoña                                |  |  |  |  |  |  |  |  |  |  |  |  |  |  |  |
|  |                                                 |  |  |  |  |  |  |  |  |  |  |  |  |  |  |  |
|  |                                                 |  |  |  |  |  |  |  |  |  |  |  |  |  |  |  |
|  | Sibila de Borgoña                               |  |  |  |  |  |  |  |  |  |  |  |  |  |  |  |
|  |                                                 |  |  |  |  |  |  |  |  |  |  |  |  |  |  |  |
|  |                                                 |  |  |  |  |  |  |  |  |  |  |  |  |  |  |  |
|  | Ela of Salisbury                                |  |  |  |  |  |  |  |  |  |  |  |  |  |  |  |
|  |                                                 |  |  |  |  |  |  |  |  |  |  |  |  |  |  |  |
|  |                                                 |  |  |  |  |  |  |  |  |  |  |  |  |  |  |  |
|  | Andre de Vitré                                  |  |  |  |  |  |  |  |  |  |  |  |  |  |  |  |
|  |                                                 |  |  |  |  |  |  |  |  |  |  |  |  |  |  |  |
|  |                                                 |  |  |  |  |  |  |  |  |  |  |  |  |  |  |  |
|  | Roberto II, señor de Vitré                      |  |  |  |  |  |  |  |  |  |  |  |  |  |  |  |
|  |                                                 |  |  |  |  |  |  |  |  |  |  |  |  |  |  |  |
|  |                                                 |  |  |  |  |  |  |  |  |  |  |  |  |  |  |  |
|  | Agnes de Mortain                                |  |  |  |  |  |  |  |  |  |  |  |  |  |  |  |
|  |                                                 |  |  |  |  |  |  |  |  |  |  |  |  |  |  |  |
|  |                                                 |  |  |  |  |  |  |  |  |  |  |  |  |  |  |  |
|  | Roberto III de Vitré                            |  |  |  |  |  |  |  |  |  |  |  |  |  |  |  |
|  |                                                 |  |  |  |  |  |  |  |  |  |  |  |  |  |  |  |
|  |                                                 |  |  |  |  |  |  |  |  |  |  |  |  |  |  |  |
|  | Gautier de La Guerche                           |  |  |  |  |  |  |  |  |  |  |  |  |  |  |  |
|  |                                                 |  |  |  |  |  |  |  |  |  |  |  |  |  |  |  |
|  |                                                 |  |  |  |  |  |  |  |  |  |  |  |  |  |  |  |
|  | Emma de La Guerche                              |  |  |  |  |  |  |  |  |  |  |  |  |  |  |  |
|  |                                                 |  |  |  |  |  |  |  |  |  |  |  |  |  |  |  |
|  |                                                 |  |  |  |  |  |  |  |  |  |  |  |  |  |  |  |
|  | Basilie N.                                      |  |  |  |  |  |  |  |  |  |  |  |  |  |  |  |
|  |                                                 |  |  |  |  |  |  |  |  |  |  |  |  |  |  |  |
|  |                                                 |  |  |  |  |  |  |  |  |  |  |  |  |  |  |  |
|  | Eléonore de Vitré                               |  |  |  |  |  |  |  |  |  |  |  |  |  |  |  |
|  |                                                 |  |  |  |  |  |  |  |  |  |  |  |  |  |  |  |
|  |                                                 |  |  |  |  |  |  |  |  |  |  |  |  |  |  |  |
|  | Geoffrey de Dinan                               |  |  |  |  |  |  |  |  |  |  |  |  |  |  |  |
|  |                                                 |  |  |  |  |  |  |  |  |  |  |  |  |  |  |  |
|  |                                                 |  |  |  |  |  |  |  |  |  |  |  |  |  |  |  |
|  | Alan de Dinan                                   |  |  |  |  |  |  |  |  |  |  |  |  |  |  |  |
|  |                                                 |  |  |  |  |  |  |  |  |  |  |  |  |  |  |  |
|  |                                                 |  |  |  |  |  |  |  |  |  |  |  |  |  |  |  |
|  | Radegonde N.                                    |  |  |  |  |  |  |  |  |  |  |  |  |  |  |  |
|  |                                                 |  |  |  |  |  |  |  |  |  |  |  |  |  |  |  |
|  |                                                 |  |  |  |  |  |  |  |  |  |  |  |  |  |  |  |
|  | Emma de Dinan                                   |  |  |  |  |  |  |  |  |  |  |  |  |  |  |  |
|  |                                                 |  |  |  |  |  |  |  |  |  |  |  |  |  |  |  |
|  |                                                 |  |  |  |  |  |  |  |  |  |  |  |  |  |  |  |
|  | Esteban, conde de Tréguier                      |  |  |  |  |  |  |  |  |  |  |  |  |  |  |  |
|  |                                                 |  |  |  |  |  |  |  |  |  |  |  |  |  |  |  |
|  |                                                 |  |  |  |  |  |  |  |  |  |  |  |  |  |  |  |
|  | Eléonore de Penthièvre de Bretaña               |  |  |  |  |  |  |  |  |  |  |  |  |  |  |  |
|  |                                                 |  |  |  |  |  |  |  |  |  |  |  |  |  |  |  |
|  |                                                 |  |  |  |  |  |  |  |  |  |  |  |  |  |  |  |
|  | Hawise de Guingamp                              |  |  |  |  |  |  |  |  |  |  |  |  |  |  |  |
|  |                                                 |  |  |  |  |  |  |  |  |  |  |  |  |  |  |  |
|  |                                                 |  |  |  |  |  |  |  |  |  |  |  |  |  |  |  |